# Sołdatskoje (rejon fatieżski)
Sołdatskoje (ros. Солдатское) – wieś (ros. село, trb. sieło) w zachodniej Rosji, centrum administracyjne sielsowietu sołdatskiego w rejonie fatieżskim (obwód kurski).

## Geografia
Miejscowość położona jest nad Usożą (lewy dopływ Swapy w dorzeczu Sejmu), 8 km na zachód od centrum administracyjnego rejonu (Fatież), 49 km na północny zachód od Kurska, 5 km od drogi magistralnej (federalnego znaczenia) M2 «Krym» (część trasy europejskiej E105).
We wsi znajduje się 75 posesji.
Klimat
Miejscowość, jak i cały rejon, znajduje się w strefie klimatu kontynentalnego z łagodnym ciepłym latem i równomiernie rozłożonymi opadami rocznymi (Dfb w klasyfikacji klimatów Köppena).

## Demografia
W 2010 r. wieś zamieszkiwało 225 osób.